# Marquise Communal Cemetery
Marquise Communal Cemetery is een begraafplaats gelegen in de Franse plaats Marquise (Pas-de-Calais). De militaire graven worden onderhouden door de Commonwealth War Graves Commission.
De begraafplaats telt 107 geïdentificeerde Gemenebest graven uit de Tweede Wereldoorlog.